# タツミヤ
株式会社タツミヤは東京都八王子市に本社を置く婦人服、婦人用品などを中心とした企画、製造、販売会社。

## 沿革
- 昭和33年 八王子駅前で繊維衣料店を開く
- 昭和44年　レディースファッション専門チェーン店をスタート

## 店舗
- 北は北海道から南は沖縄県まで全国展開している。

## 展開店舗
- Tatsumiya
- SAINT ERINE
- LaSCOlinaS
- SIENA
- LUCY HOUSE
- ERINE
- Jacacanda